# Albert de Thurn și Taxis
Albert Maria Joseph Maximilian Lamoral, Prinț de Thurn și Taxis, (germană Albert Maria Joseph Maximilian Lamoral Fürst von Thurn und Taxis; 8 mai 1867 – 22 ianuarie 1952)  a fost al optulea Prinț de Thurn și Taxis, șef al Casei de Thurn și Taxis de la 2 iunie 1885 până la moartea sa la 22 ianuarie 1952.

## Biografie
Albert s-a născut la Regensburg, Bavaria, ca fiul cel mic al Prințului Ereditar Maximilian de Thurn și Taxis (1831–1867) și a soției acestuia, Ducesa Helene de Bavaria (1834–1890). Tatăl lui a murit când el avea mai puțin de două luni și a fost crescut de mamă. Mătușa maternă era împărăteasa Sisi a Austriei.
În 1871 bunicul lui Albert, Maximilian Karl, a murit și fratele lui mai mare, Maximilian Maria, i-a succedat ca Fürst. Maxmilian a murit la 2 iunie 1885, iar Albert în vârstă de 18 ani i-a succedat. Mama lui a fost regentă până când Albert a împlinit 21 de ani, în 1888.  
La 8 mai 1889 el a fost numit Duce de Wörth și Donaustauf de Luitpold, Prinț Regent al Bavariei. La 30 noiembrie 1889 a fost făcut cavaler al Ordinului austriac al Lânii de Aur.

### Căsătorie și copii
La 15 iulie 1890 la Budapesta, Ungaria, Albert s-a căsătorit cu Arhiducesa Margareta Klementina de Austria (1870-1955), fiica Arhiducelui Joseph Karl de Austria. Albert și Margareta au avut opt copii:
- Franz Joseph, Prinț de Thurn și Taxis (21 decembrie 1893 – 13 iulie 1971), căsătorit cu Prințesa Isabel Maria de Braganza, fiica lui Miguel, Duce de Braganza
- Prințul Joseph Albert de Thurn și Taxis (4 noiembrie 1895 – 7 decembrie 1895)
- Karl August, Prinț de Thurn și Taxis (23 iulie 1898 – 26 aprilie 1982), căsătorit cu Prințesa Maria Anna de Braganza, fiica lui Miguel, Duce de Braganza
- Prințul Ludwig Philipp de Thurn și Taxis (2 februarie 1901 – 22 aprilie 1933), căsătorit cu Prințesa Elisabeta de Luxembourg, fiica Marelui Duce Wilhelm al IV-lea de Luxembourg
- Prințul Max Emanuel de Thurn și Taxis  (1 martie 1902 – 3 octombrie 1994)
- Prințesa Elisabeta Elena de Thurn și Taxis (15 decembrie 1903 – 22 octombrie 1976), căsătorită cu Friedrich Christian, Margraf de Meissen
- Prințul Raphael Rainer de Thurn și Taxis (30 mai 1906 – 8 iunie 1993), căsătorit cu Prințesa Margarete de Thurn și Taxis; tatăl Prințului Max Emanuel de Thurn și Taxis, actualul moștenitor prezumptiv de Thurn și Taxis.
- Prințul Philipp Ernst de Thurn și Taxis (7 mai 1908 – 23 iulie 1964), căsătorit cu Prințesa Eulalia de Thurn și Taxis